# Hyposada astona
Hyposada astona là một loài bướm đêm trong họ Erebidae.